# Улица Лейтенанта Шмидта (Казань)
Улица Лейтенанта Шмидта (тат. Лейтенант Шмидт урамы, Leytenant Şmidt uramı) — улица в историческом районе Академическая слобода Вахитовского района Казани. Названа в честь одного из руководителей Севастопольского восстания 1905 года Петра Шмидта (1867-1905).  

## География
Пересекается со следующими  улицами:
- улица Чехова[вд]
- Улица Вишневского
- улица Зинина
- улица Ветеринарная[вд]
- улица Абжалилова[вд]

Ближайшие параллельные улицы: Академическая и Достоевского. Ближайшая станция метро — «Суконная слобода». Улица имеет по одной полосе движения в каждом направлении.

## История
Возникла не позднее 2-й половины XIX века. До революции 1917 года имела название 1-я Солдатская улица (реже — 2-я Поперечно-Академическая улица) и относилась к 3-й полицейской части.
В 1914 году постановлением Казанской городской думы была переименована в Гончаровскую улицу, но фактически это название не использовалось. Современное название было присвоено 1 июня 1949 года.
На 1939 год на улице имелось около 40 домовладений: №№ 3/19–35 по нечётной стороне и №№ 2/3–46 по чётной.
В первые годы советской власти административно относилась к 3-й части города; после введения в городе административных районов относилась к Бауманскому (до 1935), Молотовскому (с 1957 года Советскому, 1935–1973) и Вахитовскому (с 1973 года) районам.

## Известные жители
- В разное время на улице проживали патологоанатом Владимир Донсков, директор Казанского ветеринарного института Карл Боль,[19] историк Иван Ионенко, музыковед Яков Гиршман,[20] историк и этнограф Фоат Валеев[тат.], художник Рашид Имашев, председатель Арбитражного суда РТ Рашит Салахов, драматург Туфан Миннуллин и его жена, актриса Нажиба Ихсанова.[21]

## Примечательные объекты
- № 8 — дом Покровского.
- № 29 — жилой дом завода «Электроприбор».
- № 33 — жилой дом завода «Электроприбор».[22]
- № 35 — здание общежития Казанского института инженеров коммунального строительства (архитектор Андрей Спориус, 1933 год).[23]
- № 48 — жилой дом завода «Электроприбор».[24]